# D!E ZWE!
D!E ZWE! ist Thorsten Maier, ein deutscher Produzent, DJ und Remixer im Bereich der elektronischen Tanzmusik.

## Geschichte
Das Duo D!E ZWE! wurde an Silvester 2010, genauer am 1. Januar 2011, von Thorsten Maier und Erwin Kelemen in Stuttgart gegründet. Sie legten kurzerhand ihre beiden Playtimes an Silvester zusammen und der Beginn von D!E ZWE! war markiert.
Mit dem Titel Check It Out auf dem Berliner Label StyleRockets wurden die beiden einem breiteren Publikum bekannt. Die Single schaffte es auf Platz 51 der Beatport Tech House Charts. Es folgten weitere Singles auf StyleRockets, Lauter Unfug, Frequenza und AKA AKAs Label Sacrebleu. Alle Singles fanden sich in diversen Charts auf iTunes, Beatport, Traxsource usw. wieder.
Den größten Erfolg hatten D!E ZWE! mit ihrer Single Polyphony, die auf dem Label Lauter Unfug im Jahr 2016 veröffentlicht wurde. Diese wurde mehrfach von Pete Tong in seiner Sendung auf BBC Radio 1 gespielt. Am Ende tauchte die Single sogar in den Jahrescharts von Pete Tong auf Platz 20 auf. Die im Jahr 2017 erschienene EP Purple schaffte es auf Platz 31 der iTunes-Charts.
Seit den Erfolgen im Jahr 2016 gehören sie der Bookingagentur Kiddaz aus Berlin an.

## Diskografie

### Eigene Veröffentlichungen
- 2016: Time To Change (Lauter Unfug)
- 2016: Check It Out (StyleRockets)
- 2016: Around You (Deich Records)
- 2016: Polyphony (Lauter Unfug)
- 2016: Invasion (Frequenza)
- 2016: Could All Night (StyleRockets)
- 2017: Purple (Sacrebleu)
- 2017: Motion (StyleRockets)

### Remixes
- 2016: Chook – Chameleon (Lauter Unfug)
- 2017: Audioleptika & Housekeeper – Exit (Subinstinct Records)